# Островени (Долж)
Островени (рум. Ostroveni) насеље је у Румунији у округу Долж у општини Островени. Oпштина се налази на надморској висини од 31 m.

## Прошлост
Островени је село, део спахилука Драгојешти (Горж), који је купио српски богаташ, трговац "Капетан Миша" - Миша Анастасијевић. Купопродаја спахилука је обављена 1852. године, са постигнутом ценом од 24.000 дуката. Мошеја Островени заједно са Балоијом је лицитирана за продају априла 1885. године. Информације је давао Димитрије Германи.

## Становништво
Према подацима из 2002. године у насељу је живело 5768 становника.

### Попис2002.
| Расподела становништва по националности 2002.‍ | Расподела становништва по националности 2002.‍ | Расподела становништва по националности 2002.‍ | Расподела становништва по националности 2002.‍ | Расподела становништва по националности 2002.‍ |
| --------------------------------------------- | --------------------------------------------- | --------------------------------------------- | --------------------------------------------- | --------------------------------------------- |
|                                               |                                               |                                               |                                               |                                               |
| Румуни                                        | Румуни                                        |                                               | 5.323                                         | 92,3%                                         |
| Роми                                          | Роми                                          |                                               | 444                                           | 7,7%                                          |

### Хронологија
| Година       | 1992 | 1993 | 1994 | 1995 | 1996 | 1997 | 1998 | 1999 | 2000 | 2001 | 2002 | 2003 | 2004 | 2005 | 2006 | 2007 | 2008 | 2009 | 2010 | 2011 | 2012 | 2013 | 2014 | 2015 | 2016 | 2017 |
| ------------ | ---- | ---- | ---- | ---- | ---- | ---- | ---- | ---- | ---- | ---- | ---- | ---- | ---- | ---- | ---- | ---- | ---- | ---- | ---- | ---- | ---- | ---- | ---- | ---- | ---- | ---- |
| Становништво | 6837 | 6738 | 6642 | 6545 | 6463 | 6352 | 6191 | 6071 | 5974 | 5917 | 5832 | 5763 | 5655 | 5586 | 5506 | 5439 | 5376 | 5330 | 5292 | 5258 | 5208 | 5140 | 5070 | 5038 | 5017 | 4969 |